# Championnat de Belgique de football de deuxième division 1970-1971
Navigation
Saison précédente Saison suivante
Le Championnat de Belgique de football de Division 2 1970-1971 est la 54e édition du championnat de deuxième niveau national en Belgique. Il oppose 16 équipes, qui s'affrontent deux fois chacune en matches aller-retour. Au terme de la saison, le champion et son dauphin sont promus en Division 1 pour la prochaine saison.
Quatre équipes luttent pour les deux places montantes tout au long de la saison : le Cercle Bruges, le FC Malines, le KRC Malines et le Beringen FC. Ces quatre clubs ont déjà évolué par le passé au plus haut niveau national, le dernier cité en ayant été relégué la saison passée. Il faut attendre les dernières journées de championnat pour voir la situation se décanter, et c'est finalement le Cercle de Bruges qui est sacré champion avec 46 points. Le FC Malines termine deuxième avec le même nombre de points, mais une victoire de moins, et accompagne les brugeois en Division 1. Les autres équipes finissent à trois points du duo de tête, et restent donc en Division 2.
Les deux clubs relégués de première division la saison précédente connaissent des fortunes diverses. Si Beringen lutte longtemps pour le titre, l'AS Ostende se bat pour son maintien. Le club ostendais ne peut finalement pas éviter une seconde relégation consécutive, terminant avant-dernier, à cinq points du premier non-relégable. Il est accompagné en Division 3 par le KSV Sottegem, promu deux ans plus tôt. Ce dernier n'a plus jamais rejoué aussi haut dans la hiérarchie nationale depuis lors.
Quant aux Bruxellois du Daring, encore favoris malchanceux la saison précédente, ils signent une saison catastrophique (la pire de leurs 4 saisons de D2 avant leur disparition) en terminant à la 10e place, très loin derrière les deux montants. Ils encaisseront aussi 2 défaites très lourdes : 5-0 à Tilleur et 5-1 à Beringen.
Les deux promus, l'AS Eupen et la R. AA Louviéroise, disputent tous deux leur première saison en Division 2. Eupen lutte pour son maintien, qu'il assure à quelques journées de la fin du championnat, tandis que La Louvière finit à la cinquième place, dix points derrière Beringen et le Racing de Malines.
Pour l'anecdote, on peut noter que treize des seize équipes participantes ont évolué parmi l'élite nationale précédemment. Ils seront imités quelques années plus tard par Eupen et La Louvière, faisant du KSV Sottegem le seul club engagé cette année-là en Division 2 à n'avoir jamais joué en première division.

## Changements d'appellation
- Depuis la fin de la saison précédente, le R. Daring Club de Bruxelles, porteur du matricule 2, change son appellation officielle et devient le Royal Daring Club de Molenbeek.
- Depuis la fin de la saison précédente, le R. Football Club Malinois, porteur du matricule 24, change son appellation officielle et devient le Koninklijke Voetbalclub Mechelen.

## Clubs participants
Seize clubs prennent part à cette édition, soit le même nombre que lors de la saison précédente.
Les matricules en gras indiquent les clubs qui existent toujours en 2012, les autres ont disparu.
| #  | Nom                                                           | Mat. | Ville           | Stades            | En D2 depuis    | Total en D2 | S. précédente   |
| -- | ------------------------------------------------------------- | ---- | --------------- | ----------------- | --------------- | ----------- | --------------- |
| 1  | Athletische Sportvereniging Oostende Koninklijke Maatschappij | 53   | Ostende         | Albertpark        | 1970-1971 (1er) | 34 saisons  | Division 1, 16e |
| 2  | Koninklije Beeringen Football Club                            | 522  | Beringen        | Mijn              | 1970-1971 (12e) | 20 saisons  | Division 1, 15e |
| 3  | Royal Daring Club de Bruxelles                                | 2    | Molenbeek       | Oscar Bossaert    | 1969-1970 (2e)  | 11 saisons  | Division 1, 16e |
| 4  | Royal Club sportif Verviétois                                 | 8    | Verviers        | de Bielmont       | 1961-1962 (9e)  | 30 saisons  | 14e             |
| 5  | Koninklijke Sportvereniging Cercle Bruges                     | 12   | Bruges          | Edgard De Smedt   | 1968-1969 (3e)  | 16 saisons  | 6e              |
| 6  | Royal Tilleur Football Club                                   | 21   | Tilleur         | de Buraufosse     | 1967-1968 (4e)  | 33 saisons  | 12e             |
| 7  | Koninklijke Racing Club Mechelen                              | 24   | Malines         | O. Van Kesbeeck   | 1969-1970 (2e)  | 21 saisons  | 10e             |
| 8  | Royal Football Club Malinois                                  | 25   | Malines         | achter de Kazerne | 1968-1969 (2e)  | 21 saisons  | 9e              |
| 9  | Koninklijke Berchem Sport                                     | 28   | Berchem         | Het Rooi          | 1966-1967 (5e)  | 17 saisons  | 4e              |
| 10 | Koninklijke Sint-Niklaasse Sportkring                         | 221  | St-Nicolas/Waas | Puyenbeke         | 1964-1965 (7e)  | 24 saisons  | 13e             |
| 11 | Royal Olympic Club Charleroi                                  | 246  | Montignies s/S. | de La Neuville    | 1968-1969 (3e)  | 9 saisons   | 8e              |
| 12 | Koninklijke Football Club Turnhout                            | 148  | Turnhout        | Villapark         | 1967-1968 (3e)  | 33 saisons  | 5e              |
| 13 | Koninklijke Sport Verniging Sottegem                          | 225  | Zottegem        | Jules Matthijs    | 1969-1970 (2e)  | 2 saisons   | 11e             |
| 14 | K Waterschei SV THOR Genk                                     | 553  | Genk            | André Dumont      | 1964-1965 (7e)  | 20 saisons  | 7e              |
| 15 | Royale Association Athlétique Louvièroise                     | 93   | La Louvière     | Tivoli            | 1970-1971 (1er) | 1 saison    | 1er Division 3A |
| 16 | Königliche Allgemeine Sportvereinigung Eupen                  | 4276 | Eupen           | Kerhweg           | 1970-1971 (1er) | 1 saison    | 1er Division 3B |

### Localisation
| \| Ostende CS Brugeois St-Nicolas Zottegem Berchem Sp. Turnhout FC Malinois RC Mechelen Daring Beringen Waterschei Tilleur Verviers Eupen Olympic La Louvière \| Localisation des clubs engagés en Division 2 1970-1971 |
| Ostende CS Brugeois St-Nicolas Zottegem Berchem Sp. Turnhout FC Malinois RC Mechelen Daring Beringen Waterschei Tilleur Verviers Eupen Olympic La Louvière                                                              |

## Championnat
- Le nom des clubs est celui employé à l'époque

Légende
- Champion et promu en Division 1 la saison suivante
- Promu en Division 1 la saison suivante
- clubs relégués en Division 3 la saison suivante

Abréviations
 : Relégué de Division 1
 : Promu de Division 3

### Classement final
| Rang | Équipe                       | Pts | J  | G  | N  | P  | Bp | Bc | Diff |
| ---- | ---------------------------- | --- | -- | -- | -- | -- | -- | -- | ---- |
| 1    | K. SV Cercle Brugge          | 46  | 30 | 20 | 6  | 4  | 50 | 20 | +30  |
| 2    | KV Mechelen                  | 46  | 30 | 19 | 8  | 3  | 58 | 23 | +35  |
| 3    | K. RC Mechelen               | 43  | 30 | 18 | 7  | 5  | 54 | 29 | +25  |
| 4    | K. Beeringen FC              | 43  | 30 | 17 | 9  | 4  | 50 | 18 | +32  |
| 5    | R. AA Louviéroise            | 33  | 30 | 13 | 7  | 10 | 40 | 39 | +1   |
| 6    | K. Sint-Niklaasse SK         | 31  | 30 | 9  | 13 | 8  | 32 | 26 | +6   |
| 7    | K Waterschei SV THOR Genk    | 30  | 30 | 12 | 6  | 12 | 31 | 30 | +1   |
| 8    | K. Berchem Sport             | 29  | 30 | 11 | 7  | 12 | 29 | 31 | -2   |
| 9    | K. FC Turnhout               | 28  | 30 | 11 | 6  | 13 | 38 | 40 | -2   |
| 10   | R. Daring Club de Molenbeek  | 28  | 30 | 9  | 10 | 11 | 35 | 41 | -6   |
| 11   | R. Tilleur FC                | 24  | 30 | 11 | 2  | 17 | 41 | 46 | -5   |
| 12   | AS Eupen                     | 23  | 30 | 8  | 7  | 15 | 21 | 35 | -14  |
| 13   | R. CS Verviétois             | 23  | 30 | 7  | 9  | 14 | 22 | 43 | -21  |
| 14   | R. Olympic Club de Charleroi | 22  | 30 | 7  | 8  | 15 | 31 | 49 | -18  |
| 15   | AS Oostende KM               | 17  | 30 | 5  | 7  | 18 | 26 | 54 | -28  |
| 16   | K. SV Sottegem               | 14  | 30 | 6  | 2  | 22 | 26 | 60 | -34  |

### Tableau des résultats
Avec seize clubs engagés, 240 matches sont au programme de la saison.
| Résultats (▼dom., ►ext.)                                   | BSP | BER | CSB | DAR | EUP | KVM | LOU | OLY | ASO | RCM | NIK | TIL | TUR | VER | WAT | SOT |
| K. Berchem Sport                                           |     | 0-1 | 0-0 | 0-0 | 0-0 | 2-0 | 2-1 | 2-0 | 2-0 | 1-1 | 0-1 | 0-1 | 1-3 | 2-0 | 2-0 | 1-0 |
| K. Beringen FC                                             | 2-0 |     | 0-0 | 5-1 | 2-1 | 1-1 | 6-0 | 0-1 | 2-0 | 0-2 | 1-0 | 4-1 | 3-1 | 0-0 | 1-0 | 2-0 |
| K.SV Cercle Brugge                                         | 3-0 | 1-1 |     | 1-1 | 1-0 | 2-0 | 4-0 | 2-1 | 1-0 | 1-3 | 2-0 | 4-1 | 2-0 | 3-2 | 0-1 | 1-0 |
| R. Daring Cl. Molenbeek                                    | 2-2 | 0-0 | 0-1 |     | 4-0 | 1-2 | 0-0 | 4-3 | 0-0 | 2-1 | 0-0 | 3-2 | 2-2 | 2-1 | 0-1 | 4-0 |
| AS Eupen                                                   | 0-3 | 0-1 | 0-0 | 2-0 |     | 1-2 | 3-5 | 1-1 | 2-1 | 1-2 | 1-0 | 2-0 | 1-0 | 1-1 | 0-1 | 0-1 |
| KV Mechelent                                               | 1-0 | 1-0 | 3-0 | 1-0 | 0-0 |     | 0-0 | 5-2 | 1-1 | 2-0 | 2-2 | 5-0 | 3-0 | 3-0 | 2-0 | 2-1 |
| R. AA Louviéroise                                          | 1-2 | 0-0 | 1-2 | 1-1 | 3-0 | 0-2 |     | 1-0 | 2-0 | 1-0 | 1-0 | 2-0 | 3-0 | 4-1 | 1-3 | 0-2 |
| R. Olympic CC                                              | 1-0 | 1-5 | 0-1 | 2-0 | 0-0 | 1-2 | 0-1 |     | 2-1 | 1-1 | 1-1 | 1-0 | 3-1 | 1-1 | 1-1 | 0-1 |
| AS Oostende KM                                             | 0-1 | 1-3 | 1-4 | 1-0 | 1-1 | 1-4 | 0-1 | 4-1 |     | 0-2 | 1-1 | 3-1 | 0-6 | 0-1 | 1-2 | 2-0 |
| K. RC Mechelen                                             | 2-1 | 1-1 | 0-1 | 3-1 | 1-0 | 3-1 | 4-2 | 3-1 | 1-1 |     | 2-2 | 2-0 | 3-1 | 2-0 | 1-0 | 1-0 |
| K. St-Niklaasse SK                                         | 0-0 | 1-2 | 1-1 | 3-0 | 0-1 | 0-0 | 1-1 | 4-2 | 1-0 | 2-2 |     | 1-1 | 3-0 | 0-0 | 1-0 | 3-1 |
| R. Tilleur FC                                              | 2-1 | 2-0 | 1-3 | 5-0 | 2-0 | 2-4 | 0-2 | 3-0 | 4-0 | 3-4 | 0-1 |     | 1-0 | 2-0 | 2-0 | 4-0 |
| K. FC Turnhout                                             | 0-0 | 0-0 | 3-1 | 0-0 | 0-1 | 2-2 | 0-0 | 1-0 | 4-1 | 1-2 | 2-1 | 1-0 |     | 1-0 | 0-1 | 4-0 |
| R. CS Verviétois                                           | 0-1 | 0-3 | 0-3 | 1-2 | 1-0 | 0-0 | 3-5 | 2-2 | 1-1 | 1-0 | 1-0 | 0-0 | 0-3 |     | 1-1 | 1-0 |
| K. Waterschei SV THOR                                      | 3-2 | 0-2 | 0-1 | 0-2 | 1-0 | 0-1 | 3-1 | 1-1 | 1-1 | 1-1 | 1-1 | 1-0 | 5-0 | 0-1 |     | 2-1 |
| K. SV Sottegem                                             | 1-2 | 2-2 | 0-4 | 1-3 | 1-2 | 1-6 | 0-0 | 0-1 | 2-3 | 0-4 | 0-1 | 2-1 | 1-2 | 1-2 | 2-1 |     |
| - Victoire à domicile - Match nul - Victoire à l'extérieur |     |     |     |     |     |     |     |     |     |     |     |     |     |     |     |     |

### Meilleur buteur
- Charlie Jacobs (R. AA Louviéroise), 22 buts

## Bilan de la saison
| Résultat                         | Club                                                |
| -------------------------------- | --------------------------------------------------- |
| Champion                         | KSV Cercle Bruges                                   |
| Promu                            | FC Malines                                          |
| Relégués                         | AS Ostende KSV Sottegem                             |
| Relégués de Division 1 1970-1971 | KAA La Gantoise R. Charleroi SC                     |
| Promus de Division 3 1970-1971   | KSK Tongres (champion D3A) K Boom FC (champion D3B) |

## Débuts en D2
Deux clubs évoluent pour la toute première fois de son Histoire au 2e étage national du football belge. Ils sont les 107e et 108e clubs différents à atteindre ce niveau.
- R. AA Louvièroise 8e club hennuyer différent à atteindre ce niveau.
- AS Eupen 16e club liégeois différent à atteindre ce niveau.